# Плавалагуна
Діва Плавалагуна (сербохорв. Plava Laguna — блакитна лагуна) — вигадана оперна співачка, один з персонажів фантастичного фільму «П'ятий елемент».

## Створення персонажа
Саму оперну співачку, як і всіх персонажів фільму, придумав Люк Бессон. Плавалагуна є одним з трьох значущих жіночих персонажів, поряд з Лілу і матір'ю Корбена, до того ж вона є материнською фігурою як для Корбена, так і, особливо, для Лілу, з якою у неї простежується ментальний зв'язок. Крім того, Плавалагуна у фільмі є таємним агентом раси мондошаван і відповідає за доставку чотирьох з п'яти елементів.

### Етимологія
Ім'я співачки є запозиченням найменування хорватського містечка Плава Лагуна, в якому Люк Бессон дитиною проводив свої літні канікули. У перекладі з хорватської ця назва означає «Блакитна лагуна». Цікавий факт — один з перших фільмів за участю Міли Йовович має назву «Повернення до блакитної лагуни». Сукня співачки, як і інші костюми фільму, була розроблена Жаном-Полем Готьє, а дизайн персонажа був виконаний Джоном Коппингером, відомим по дизайну персонажів «Зоряних війн».

### Вигляд
Плавалагуна — представниця двоногої іншопланетної гуманоїдної прямоходячої раси, багато в чому схожа на земну жінку. Крім високого зросту, її яскраво вираженими відмінними рисами є сині шкіра й кров на основі гемоцианина, а також довгі відростки на голові та спині на зразок лекку у тви'лекков або відростків раси хижаків. Функція відростків невідома. На голові розташовані шість довгих відростків, по три з кожної скроні, крім того, сама голова має видовжену заокруглену форму. Інші шість відростків розташовані по два біля основи шиї, посередині спини і біля основи сідниць. На голові відсутній волосяний покров.

### Виконання

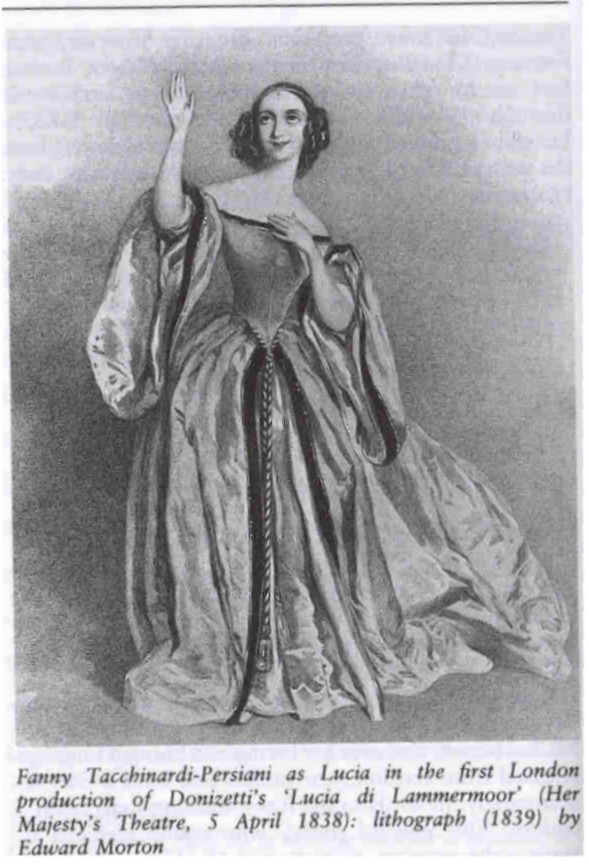
Лючія ді Ламмермур — прообраз діви

Роль Діви Плавалагуни виконала французька актриса Майвенн, яка на момент зйомок фільму була з Люком Бессоном у цивільному шлюбі. Арію «Il dolce suono» з опери «Лючія ді Ламмермур» композитора Гаетано Доніцетті італійською «за кадром» виконала албанська оперна співачка Інва Мула. Частина арії Лючії де Ламермур Плавалагуною виконана синтетичним вокалом (тобто голосом, але без використання слів і разом з музикою), заспівана не людським голосом, а створена на комп'ютері, тому що для людського голосу діапазон, характерний за легендою фільму для голосу Плавалагуни, є недоступним. Сцену, на якій Діва виконує арію, Люк Бессон бажав знімати у Франції, однак не зміг знайти відповідну сцену, і зйомки довелося перенести в Лондон в Королівський Ковент-Гарден, а також в студію 007 Stage. Деякий час у різних виданнях стверджувалося, що голосом оперної діви був голос співачки інкського походження Іми Сумак.

## Вплив
Після виходу фільму ім'я Плавалагуни стало в деякому роді прозивним для позначення оперних співаків, діапазон голосу яких перевищує 5 октав. Вважається, що арія Лючії де Ламмермур у виконанні персонажа викликала популярність опери у громадськості, самого персонажа часто називають космодівою та космічної каракатицею. Кінцівка сцени фільму з участю Плавалагуни є алюзією на сцену з героїнею опери «Лючія ді Ламмермур», яка розпорола собі живіт у пориві безумства.
Арію Лючії де Ламмермур в образі Плавалагуни нерідко виконують конкурсанти різних телешоу талантів, а також популярні виконавці.
Сукні в стилі Плавалагуни часто використовують на тематичних вечірках і Хелловіні, крім того модельєри часто застосовують елементи сукні на своїх показах.

### Виноски
1. ↑  Joe, 2013.
2. ↑  Lay, 2000.
3. ↑  Воронцов, Андрей. Лучшее инопланетное существо. Финал. KinoNews.ru (рос.). Процитовано 28 грудня 2023.
4. ↑  Календарь "Сплетника": 7 мая. spletnik.ru (рос.). Процитовано 28 грудня 2023.
5. ↑  John Coppinger на Imdb
6. ↑  Пятый элемент: интересные факты о фильме. Архів оригіналу за 3 січня 2017. Процитовано 8 квітня 2018.
7. ↑  Mack, 2009.
8. ↑  Change, Kee (5 травня 2012). Film Critic: Maïwenn's 'Polisse'. Anthem Magazine. Процитовано 10 липня 2014.
9. ↑  Cain, 2006.
10. ↑  Paris prosecutors probe Luc Besson's 'Film City' studios. Hürriyet Daily News. 20 грудня 2013.
11. ↑  Плавалагуна Арсавина, Комсомольская правда
12. ↑  Что связывает Анну Нетребко и Люка Бессона
13. ↑  9 Actors Rendered Unrecognizable by Great Makeup
14. ↑  Европа Рыбака видит издалека
15. ↑  Миллион за НЛО: в поисках внеземных цивилизаций
16. ↑  МУЗЫКАЛЬНАЯ ПАУЗА: ФИЛЬМЫ, В КОТОРЫХ ПОЮТ
17. ↑  Виктория Ованесян в телешоу Голос
18. ↑  ТОП-5 платьев Оксаны Марченко на шоу «Україна має талант-5»[недоступне посилання з квітня 2019]